# Bajánsenye
Bajánsenye (Duits: Weinhaus-Schweinach) is een plaats (község) en gemeente in het Hongaarse comitaat Vas. Bajánsenye telt 558 inwoners (2001).